# Norteños
Norteños (исп. жители севера) — сообщество различных уличных банд, связанных с Нуэстра Фамилия («Наша Семья», исп. Nuestra Familia), тюремной преступной организацией. Относятся к Северной Калифорнии. Их самый главный соперник — Sureños из Южной Калифорнии. Члены банды в основном мексиканские американцы, также в нее входят члены других латиноамериканских групп (в большинстве случаев сальвадорцы), а также афроамериканцы и белые.

## История
В 1968 году американские заключенные-мексиканцы в тюрьмах Калифорнии разделялись на две конкурирующих группы — Norteños (северяне) и Sureños (южане), согласно местоположению их родных городов (разделительная линия между севером и югом была около Делано, Калифорния).
Norteños, аффилированные с Нуэстра Фамилия, были тюремными врагами южных латиноамериканцев, которые состояли из участников и филиалов La Eme, более известного как Мексиканская мафия. В то время как Мексиканская мафия была изначально создана, чтобы защитить мексиканцев в тюрьмах, был заметен высокий уровень неприязни участников La Eme к заключенным латиноамериканцам из сельских областей Северной Калифорнии. Событием, которое привело к продолжительной войне между Norteños и Мексиканской мафией, считается предполагаемый инцидент кражи участником La Eme пары обуви у Нортеньоса. Эти обстоятельства привели к самой продолжительной войне банд в тюрьмах Калифорнии и образованию Нуэстра Фамилия.

## Преступная деятельность
Norteños участвуют в различной преступной деятельности, но сосредотачиваются главным образом на уличном незаконном обороте наркотиков, в частности метамфетамин, кокаин и марихуана. Norteños также переправляли наркотики через мексиканскую границу. Принимали их другие члены Norteños - картель Синалоа.
9 января 2005 года в городе Церере, штат Калифорния, округ Станислос, офицер Сэм Рино (англ. Sam Ryno) первым ответил на звонок человека с оружием направленным на человека по имени Джордж Ликер (англ. George Liquor). Андрес Райя (англ. Andres Raya), морской пехотинец США, находящийся в отпуске после службы в Ираке, был вооружен винтовкой СКС. Он открыл огонь по офицерам, ранив офицера Рино и убив сержанта Стивенсона. Рая был застрелен через некоторое время после того, как открыл огонь по членам команды спецназа.
Сотрудники правоохранительных органов утверждали, что Райя много лет состоял в бандах, прежде чем записался на военную службу. В ходе расследования стрельбы, власти Модесто обнаружили информацию, которая доказала, что Райя был членом банды Нортеньо, который не участвовал в боевых действиях во время своей военной службы в Ираке. Совместные усилия местных правоохранительных органов, федеральных и военных ведомств позволили выявить большое количество информации о Рая за короткий промежуток времени.
В округе Сонома есть несколько банд образования Norteños, это Varrio Santa Rosa Norte, насчитывающая более 300 членов, и банда Varrio South Park. В 2013 году федеральные правоохранительные органы обвинили семерых членов банды Varrio South Park в покушении на убийство, незаконный оборот наркотиков, ограбление и другие преступления, связанные с бандой.

## Судебное преследование
Федеральные правоохранительные органы, которые долгое время не могли проникнуть в формирование и начали активизировать расследования в конце 1990-х годов. В 2000 и 2001 годах 22 члена банды были обвинены в инвестировании полученных от рэкета капиталов (по закону RICO). В том числе были задержаны несколько человек, которые были якобы высокопоставленными лидерами банд, находясь в тюрьме области Пеликан-Бей в Северной Калифорнии. Тринадцать подсудимых признали свою вину. Двоим подсудимым грозит смертная казнь за убийства, связанные с незаконным оборотом наркотиков. Согласно данным операции Чёрная Вдова (англ. Black Widow), банда повинна более чем в шестистах убийствах за последние 30 лет[когда?]. «Черная вдова» была самой большой операцией федеральных правоохранительных органов против «Нашей Семьи». После операции, пять самых высокопоставленных лидеров Norteños были заключены в федеральную тюрьму особо строгого режима во Флоренции, Колорадо. Приговоры по подобным преступлениям выносятся участникам банды до сих пор.
«Письменная конституция» Нортеньос предусматривала, что лидеры банды проживают в области Пеликан-Бей, штат Калифорния; перемещение лидеров банды вызвало замешательство среди членов банды и войну за власть между потенциальными лидерами. Три человека достигли высочайшего ранга именно в Пеликан-Бей, хотя позже двое из них были "понижены в должности" после его достижения; остался только Дэвид Сервантес (англ. David Cervantes) (также известный по инициалам «DC»), как член банды самого высокого ранга в Калифорнии. Сервантес стал первым единственным лидером Нортеньос, отвечающий за всю преступную организацию. Другими лидерами организации, находящимися в Пеликан-Бей, являются Даниэль "Аист" Перес (англ. Daniel “Stork” Pérez), Энтони "Чуко" Гийен (англ. Anthony “Chuco” Guillén) и Джордж "Кукольный" Франко (англ. George “Puppet” Franco). Ожидается, что все "солдаты" и "капитаны" северной Калифорнии будут выполнять приказы Сервантеса, но небольшой процент банды остается верным бывшим "генералам" и "старшим капитанам", находящимся в тюрьме штата Колорадо.
В сентябре 2018 года началась десятимесячная операция под названием «Красный жнец», в результате которой было арестовано 54 человека, изъято 53 единицы огнестрельного оружия и свыше 16 килограммов наркотиков в округах Кингс и Туларе. Согласно судебным документам, высокопоставленные члены Nuestra Familia Сальвадор Кастро-младший (англ. Salvador Castro, Jr.) и Рэймонд Лопес (англ. Raymond Lopez) использовали контрабандные телефоны из тюрьмы тауншипа Плезант-Вэлли, округ Фресно, чтобы организовать транспортировку наркотиков из источников в Калифорнии и Мексике в хранилище округа Кингс.

## Место базирования
Место базирования Norteños — город Салинас, Калифорния и большая часть Северной Калифорнии. Они присутствуют также во многих других штатах с особенно сильным присутствием в восточном штате Вашингтон (определено в округе Якима), и Орегон на юге (город Медфорд и округ Джэксон).

## Культура
Norteños используют число 14, которое представляет собой четырнадцатую букву английского алфавита N. Иногда это пишется римской цифрой как XIV, или гибрид римских и арабских цифр X4. Эмблемы и одежда Norteños основаны на красном, иногда черном цвете — красный пояс, красная обувь и красные шнурки. Они также предпочитают одежду спортивных команд, которые демонстрирует свою национальную принадлежность через символику, такие как Nebraska Cornhuskers, UNLV Rebels и Сан-Франциско Форти Найнерс. Некоторые участники банды наносят себе татуировку с четырьмя точками. Norteño уничижительно называет Sureño «ломом» (исп. scrapa) или «Sur rat» (южная крыса). Norteños также используют образы американо-мексиканской рабочего движения, такие как сомбреро, мачете и логотип Объединенных сельскохозяйственных рабочих (англ. United Farm Workers), которым является стилизованный черный ацтекский орел (Huelga bird). Norteños, как правило, обращаются друг к другу термином «Ene».

## Отношения с другими преступными организациями
Союзниками Norteños являются Нуэстра Фамилия, Bloods и Черная партизанская семья. Противники Norteños — Sureños и Мексиканская мафия.